# Point de rebroussement

Un point de rebroussement sur la courbe x – y = 0.

En mathématiques, on appelle point de rebroussement, fronce (selon René Thom) ou parfois cusp, selon la terminologie anglaise, un type particulier de point singulier sur une courbe.
Dans le cas d'une courbe admettant une équation {\displaystyle f(x,y)=0}, les points de rebroussement ont les propriétés :
1. {\displaystyle f(x,y)=0} ;
2. {\displaystyle {\frac {\partial f}{\partial x}}={\partial f \over \partial y}=0} ;
3. La matrice hessienne (la matrice des dérivées secondes) a un déterminant nul.

L'étude de la géométrie d'une courbe, algébrique ou analytique, au voisinage d'un tel point, repose notamment sur la notion d'éclatement.

## Exemple
Un exemple classique de courbe présentant un point de rebroussement est défini par
{\displaystyle x^{3}-y^{2}=0}.
Cette courbe peut être paramétrée par les équations:
{\displaystyle x=t^{2},\,y=t^{3}.}
Cette courbe présente un point de rebroussement à l'origine.

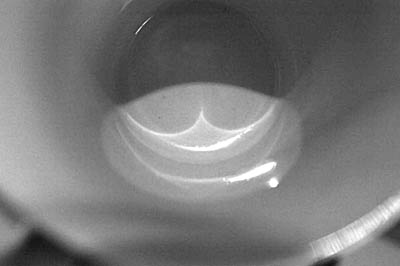
Un point de rebroussement peut se produire par réflexion de lumière au fond d'une tasse de thé.

On retrouve fréquemment des courbes présentant des points de rebroussement en optique, sous la forme de caustique.